# Eschborn-Francfort espoirs
Eschborn-Francfort espoirs (Rund um den Finanzplatz Eschborn-Frankfurt u23 en allemand) est une course cycliste allemande créée en 1998, réservée aux coureurs de moins de 23 ans. Elle se déroule dans la région de Francfort, le même jour que la course professionnelle. La course créée sur le modèle du Grand Prix de Francfort fait partie de l'UCI Europe Tour (classée en 1.2U) depuis 2009.
L'édition 2020 est annulée en raison de la pandémie de maladie à coronavirus.

## Palmarès
| Année                                          | Vainqueur           | Deuxième             | Troisième             |
| ---------------------------------------------- | ------------------- | -------------------- | --------------------- |
| Rund um den Henninger-Turm                     |                     |                      |                       |
| 1998                                           | Raphael Schweda     | Stefan Rütimann (de) | Marcel Strauss        |
| 1999                                           | Stephan Schreck     | Jochen Summer (de)   | Markus Wilfurth       |
| 2000                                           | Torsten Hiekmann    | Dirk Reichl          | Thomas Bruun Eriksen  |
| 2001                                           | David Kopp          | Dirk Reichl          | Christian Pfannberger |
| 2002                                           | Bernhard Kohl       | Stefan Rucker        | Steffen Lockan        |
| 2003                                           | Denis Titschenko    | Markus Fothen        | Brian Vandborg        |
| 2004                                           | Marc de Maar        | Thomas Dekker        | Bastiaan Giling       |
| 2005-2007                                      | Non-disputé         | Non-disputé          | Non-disputé           |
| 2008                                           | Stefan Denifl       | Christoph Sokoll     | Jean Schlüter         |
| Eschborn-Frankfurt City Loop                   |                     |                      |                       |
| 2009                                           | Jack Bobridge       | Daniel Schorn        | Matthias Brändle      |
| Rund um den Finanzplatz Eschborn-Frankfurt U23 |                     |                      |                       |
| 2010                                           | Tino Thömel         | Wesley Kreder        | Loïc Aubert           |
| 2011                                           | Patrick Bercz       | Florian Scheit       | Maurits Lammertink    |
| 2012                                           | Sven Erik Bystrøm   | Michael Valgren      | Maurits Lammertink    |
| 2013                                           | Lasse Norman Hansen | Michael Valgren      | Maximilian Werda      |
| 2014                                           | Mads Pedersen       | Nils Politt          | Sven Erik Bystrøm     |
| 2015                                           | Non-disputé         |                      |                       |
| 2016                                           | Konrad Geßner       | Benjamin Declercq    | Christophe Noppe      |
| 2017                                           | Fabio Jakobsen      | Casper Pedersen      | Patrick Müller        |
| 2018                                           | Niklas Larsen       | Jonas Rutsch         | Marten Kooistra       |
| 2019                                           | Frederik Rodenberg  | Kaden Groves         | Jake Stewart          |
| 2020-2022                                      | pas de course       | pas de course        | pas de course         |
| 2023                                           | Joshua Gudnitz      | Gustav Wang          | Aklilu Arefayne       |
| 2024                                           | Wessel Mouris       | Peter Øxenberg       | Alexander Arnt Hansen |
| 2025                                           | Conrad Haugsted     | Mads Landbo          | Tomos Pattinson       |